# Hämäläinen
Hämäläinen ist ein finnischer Familienname.
Er bedeutet „Hämeer,“ verweist also auf die Herkunft bzw. die Stammeszugehörigkeit des Namensträgers. Im Jahr 2014 war Hämäläinen mit 19.195 Namensträgern der sechsthäufigste Familienname in Finnland.

## Namensträger
- Eduard Hämäläinen (* 1969), belarussischer, ab 1997 finnischer Leichtathlet
- Erik Hämäläinen (* 1965), finnischer Eishockeyspieler
- Inka Hämäläinen (* 2005), finnische Biathletin
- Kalevi Hämäläinen (1932–2005), finnischer Skilangläufer
- Karo Hämäläinen (* 1976), finnischer Schriftsteller
- Kasper Hämäläinen (* 1986), finnischer Fußballspieler
- Marja-Liisa Hämäläinen (* 1955), finnische Skilangläuferin, siehe Marja-Liisa Kirvesniemi
- Mika Hämäläinen (* 1967), finnischer Radrennfahrer
- Nicholas Hämäläinen (* 1997), US-amerikanisch-finnischer Fußballspieler
- Pentti Hämäläinen (1929–1984), finnischer Boxer
- Pirkko Hämäläinen (Schauspielerin) (* 1959), finnische Schauspielerin
- Pirkko Hämäläinen (Diplomatin) (* 1961), finnische Botschafterin